# Macaranga brevipetiolata
Macaranga brevipetiolata là một loài thực vật có hoa trong họ Đại kích. Loài này được Airy Shaw mô tả khoa học đầu tiên năm 1965.